# Herenhuis van 1878

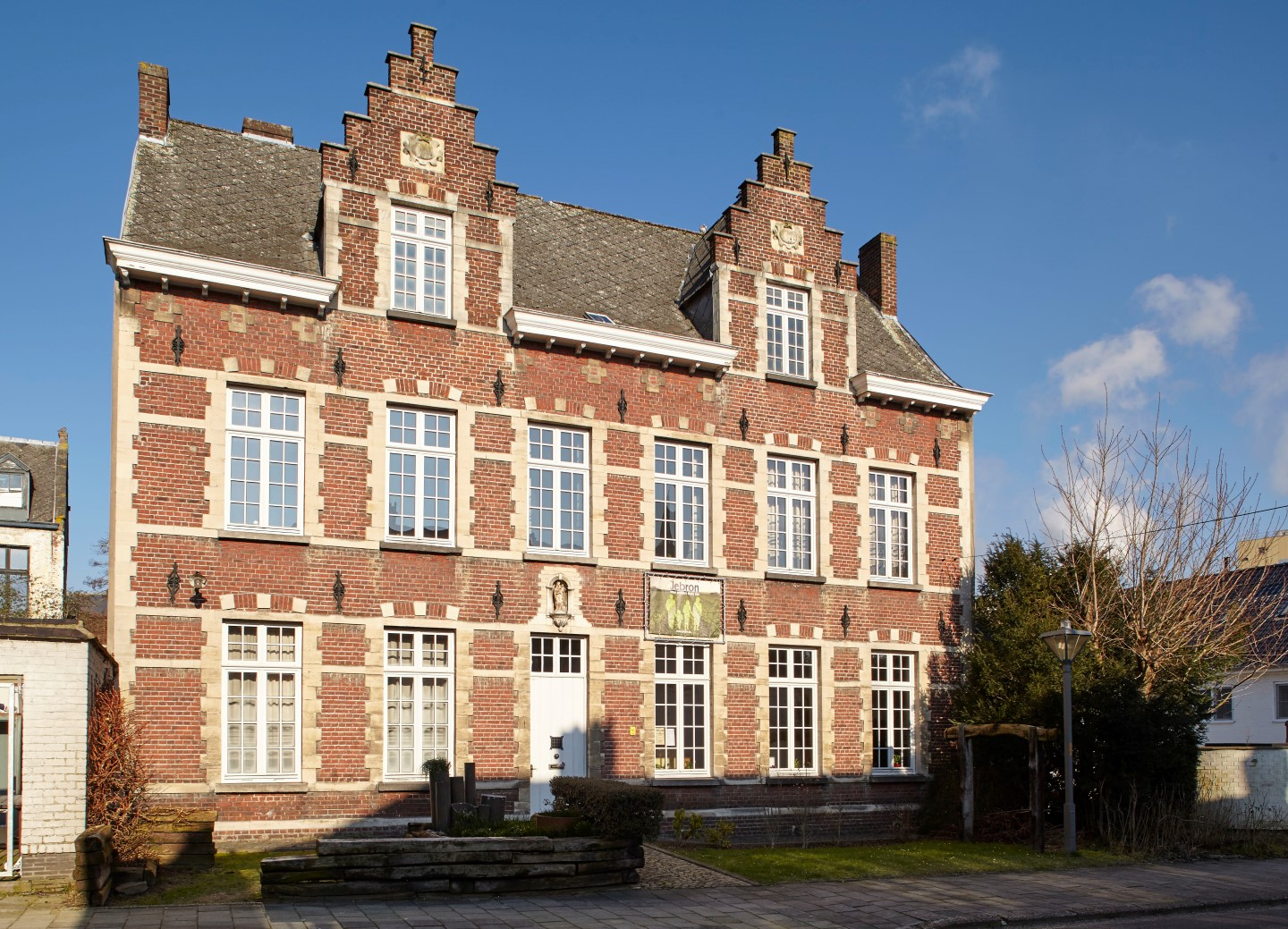
Herenhuis van 1878

Het Herenhuis van 1878 is een onderdeel van het Oud Begijnhof van Aalst en de moderne sociale woonwijk. Het gebouw is beschermd als onroerend erfgoed.

## Beschrijving
Dit neotraditionele gebouw uit 1878, met een zadeldak van leien, heeft een lijstgevel van zes traveeën en twee bouwlagen, doorbroken door twee trapgevels. De natuurstenen plint, hoekkettingen, negblokken en steigergaten voegen details toe. Eenvoudige daklijsten en rechthoekige vensters tussen cordons kenmerken de gevel, met ontlastingsbogen van bak- en natuursteen. Een rechthoekige deur met een bovenlicht en een rondboogvormige natuurstenen nis maakt de ingang.Het gebouw heeft zes traveeën.

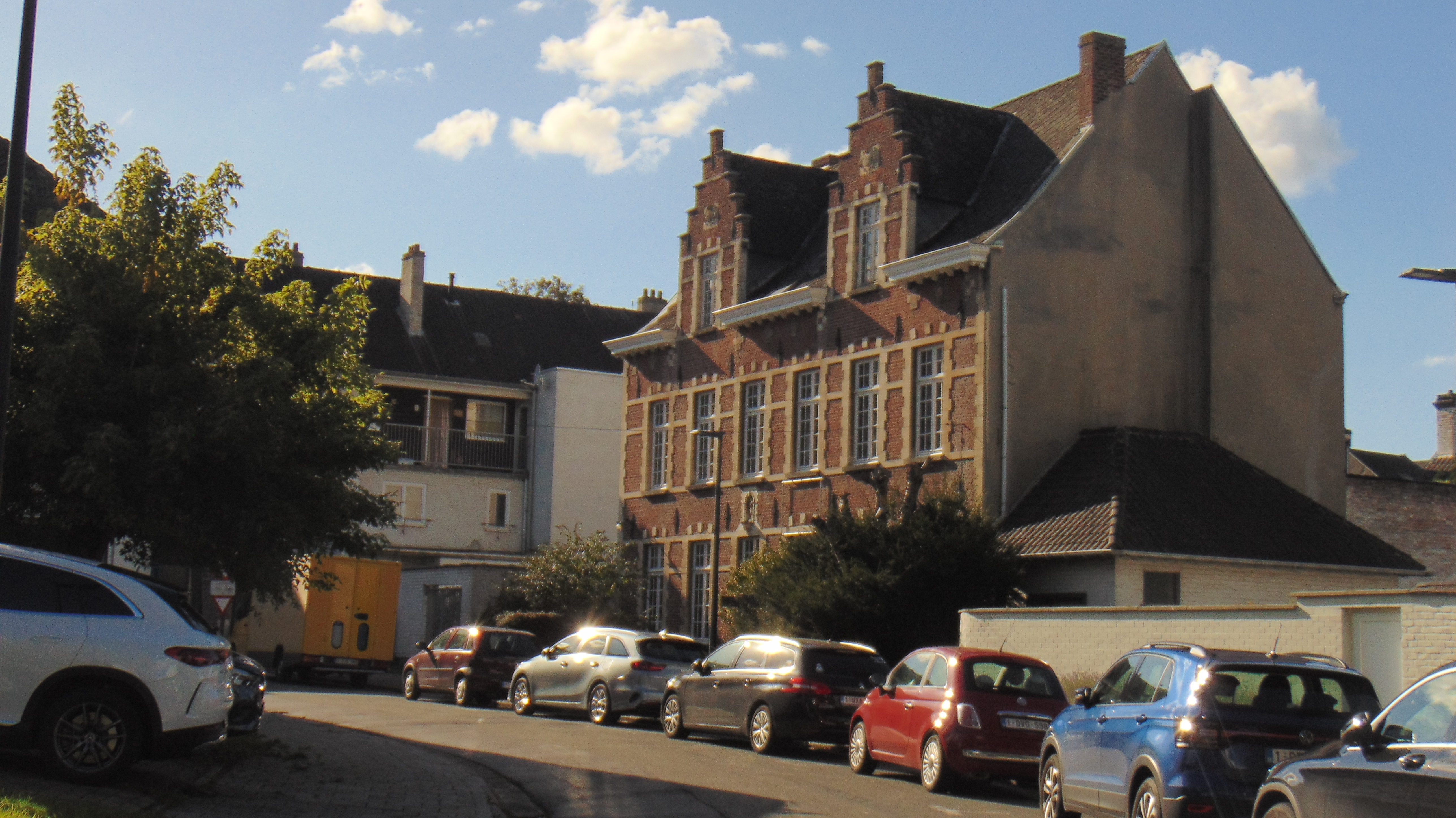
In 2024

Op de twee trapgevels staat het jaartal te lezen.

## De twee trapgevels

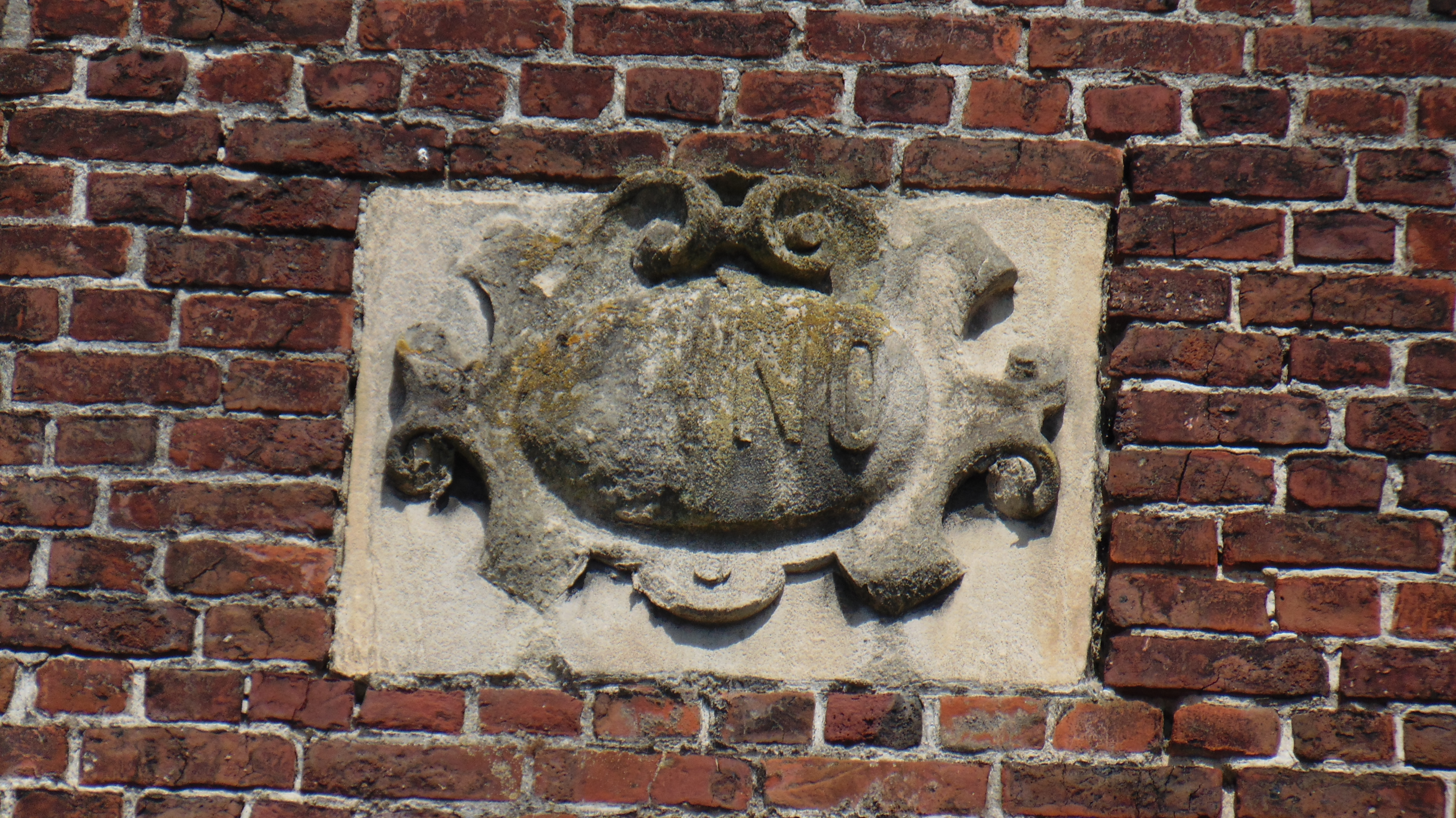
Links, er staat geschreven "ANNO".
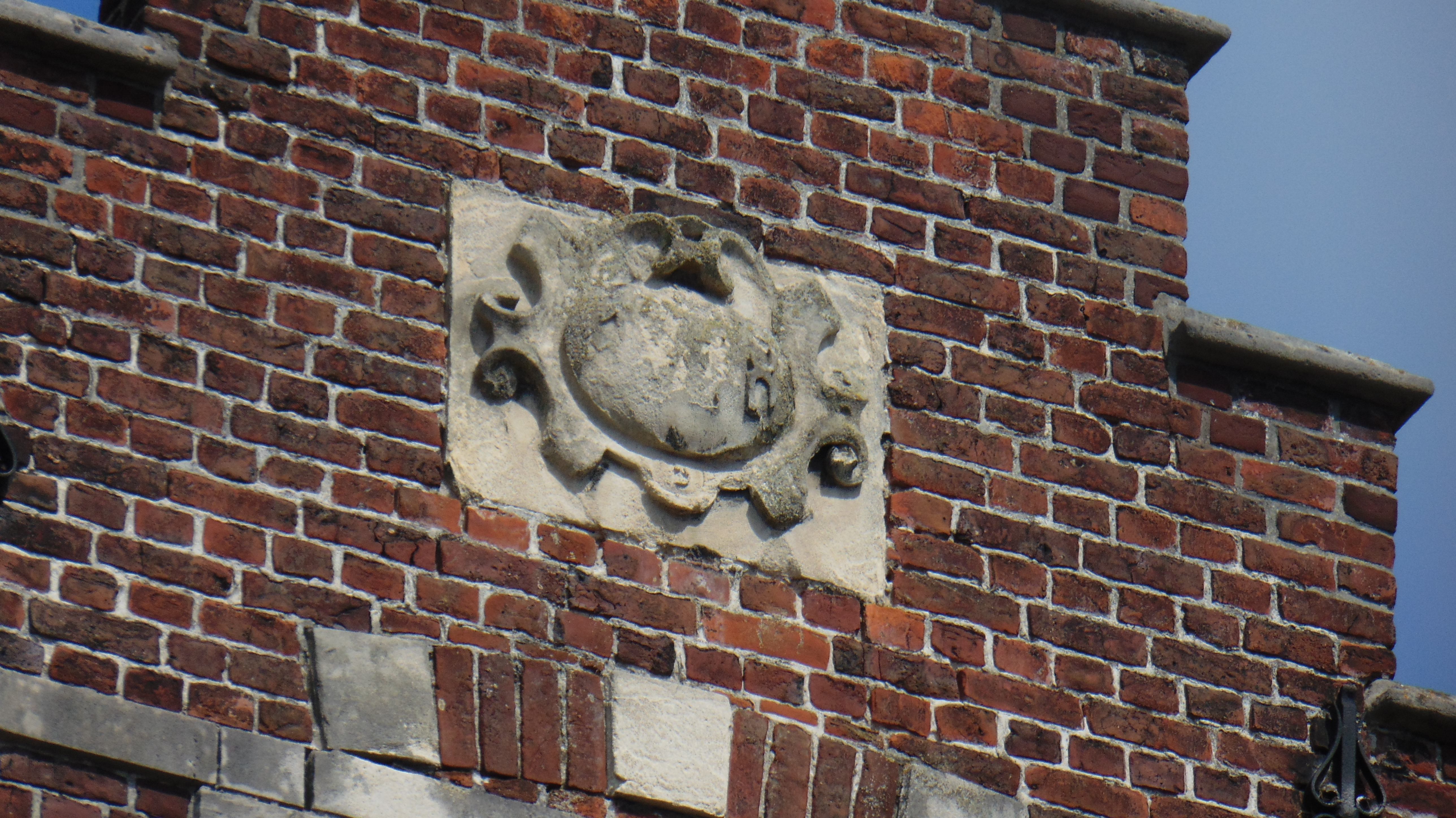
Rechtertrapgevel, er staat geschreven "1878".

## Mariabeeld boven de deur

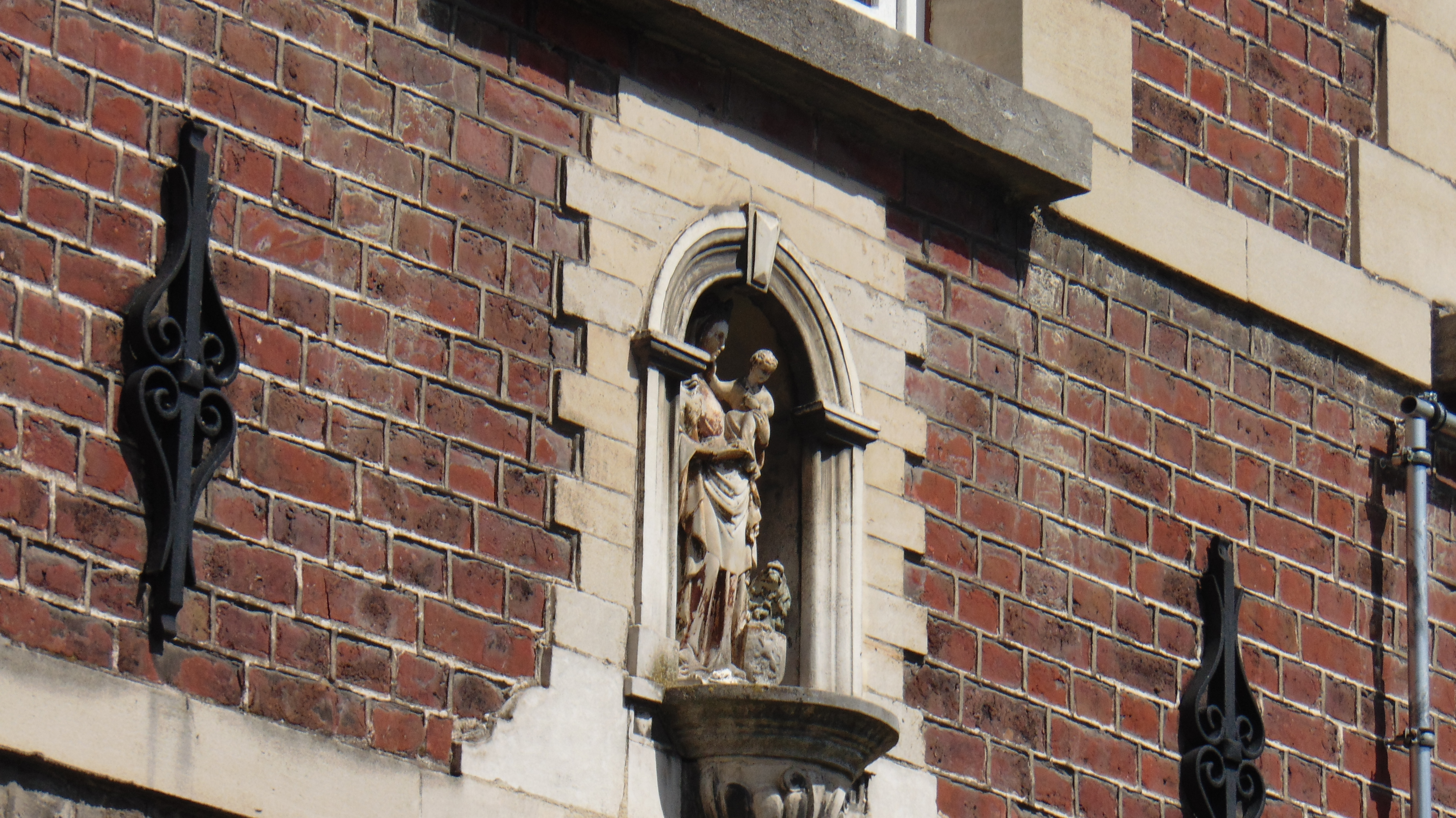
Een close-up van het Mariabeeld boven de ingang van het herenhuis.